# I Kissed a Girl (Katy Perry)
I Kissed a Girl is een nummer van Katy Perry, de tweede single van haar album One of the Boys. Perry zegt dat het nummer gaat "over de magische schoonheid van een vrouw". Het nummer werd een nummer 1-hit in onder andere de Amerikaanse Billboard Hot 100, de Engelse UK Singles Chart en de Nederlandse Top 40. Ook werd het nummer verkozen tot Alarmschijf op Radio 538.

## Achtergrond
I Kissed a Girl kreeg verschillende kritieken. Sommigen noemden het een catchy nummer, terwijl anderen het aandachttrekkerij (Rolling Stone) vonden. Ook werd Perry's stem niet goed genoeg gevonden, terwijl anderen het een perfecte doorbraak noemden.
Het nummer ging in première op 21 juni 2008 op de Engelse radio. Door fans werd het nummer geprezen vanwege de tekst.

## Videoclip
Voor I Kissed a Girl werd op 16 mei een videoclip uitgebracht via Perry's persoonlijke website en MySpace. De clip werd geregisseerd door Kinga Burza. In de clip is Perry samen met andere flamboyant aangeklede vrouwen te zien in een soort Moulin Rouge decor. De clip werd genomineerd in de categorie "Best Female Video" bij de MTV Video Music Awards.

## Hitnotering
| "I Kissed a Girl" in de Nederlandse Top 40 - binnen: 26 juli 2008 | "I Kissed a Girl" in de Nederlandse Top 40 - binnen: 26 juli 2008 | "I Kissed a Girl" in de Nederlandse Top 40 - binnen: 26 juli 2008 | "I Kissed a Girl" in de Nederlandse Top 40 - binnen: 26 juli 2008 | "I Kissed a Girl" in de Nederlandse Top 40 - binnen: 26 juli 2008 | "I Kissed a Girl" in de Nederlandse Top 40 - binnen: 26 juli 2008 | "I Kissed a Girl" in de Nederlandse Top 40 - binnen: 26 juli 2008 | "I Kissed a Girl" in de Nederlandse Top 40 - binnen: 26 juli 2008 | "I Kissed a Girl" in de Nederlandse Top 40 - binnen: 26 juli 2008 | "I Kissed a Girl" in de Nederlandse Top 40 - binnen: 26 juli 2008 | "I Kissed a Girl" in de Nederlandse Top 40 - binnen: 26 juli 2008 | "I Kissed a Girl" in de Nederlandse Top 40 - binnen: 26 juli 2008 | "I Kissed a Girl" in de Nederlandse Top 40 - binnen: 26 juli 2008 | "I Kissed a Girl" in de Nederlandse Top 40 - binnen: 26 juli 2008 | "I Kissed a Girl" in de Nederlandse Top 40 - binnen: 26 juli 2008 | "I Kissed a Girl" in de Nederlandse Top 40 - binnen: 26 juli 2008 | "I Kissed a Girl" in de Nederlandse Top 40 - binnen: 26 juli 2008 |
| Week                                                              | 1                                                                 | 2                                                                 | 3                                                                 | 4                                                                 | 5                                                                 | 6                                                                 | 7                                                                 | 8                                                                 | 9                                                                 | 10                                                                | 11                                                                | 12                                                                | 13                                                                | 14                                                                | 15                                                                |                                                                   |
| ----------------------------------------------------------------- | ----------------------------------------------------------------- | ----------------------------------------------------------------- | ----------------------------------------------------------------- | ----------------------------------------------------------------- | ----------------------------------------------------------------- | ----------------------------------------------------------------- | ----------------------------------------------------------------- | ----------------------------------------------------------------- | ----------------------------------------------------------------- | ----------------------------------------------------------------- | ----------------------------------------------------------------- | ----------------------------------------------------------------- | ----------------------------------------------------------------- | ----------------------------------------------------------------- | ----------------------------------------------------------------- | ----------------------------------------------------------------- |
| Nummer                                                            | 16                                                                | 8                                                                 | 5                                                                 | 4                                                                 | 4                                                                 | 2                                                                 | 2                                                                 | 2                                                                 | 1                                                                 | 1                                                                 | 2                                                                 | 4                                                                 | 12                                                                | 20                                                                | 36                                                                | uit                                                               |

### NPO Radio 2 Top 2000
| Nummer met noteringen in de NPO Radio 2 Top 2000 | '11  | '12 | '13  |
| ------------------------------------------------ | ---- | --- | ---- |
| I Kissed a Girl                                  | 1666 | -   | 1633 |

1. ↑  Een '-' betekent dat het nummer niet was genoteerd en een vetgedrukt getal geeft de hoogste notering aan.
2. ↑  2011 was het eerste jaar met een notering voor dit nummer.
3. ↑  Deze tabel is bijgewerkt tot en met de laatste editie (2024).